# Platygyra crosslandi
Platygyra crosslandi är en korallart som först beskrevs av Matthai 1928.  Platygyra crosslandi ingår i släktet Platygyra och familjen Faviidae. IUCN kategoriserar arten globalt som nära hotad. Inga underarter finns listade i Catalogue of Life.